# Bazilika Nanebevzetí Panny Marie a svatého Vojtěcha (Ostřihom)
Bazilika či katedrála Panny Marie a svatého Vojtěcha v Ostřihomi (maďarsky Esztergomi Nagyboldogasszony és Szent Adalbert prímási főszékesegyház), nebo jen Ostřihomská bazilika je klasicistní kostel v maďarské Ostřihomi. Je sídelní katedrálou maďarského primase a ostřihomsko-budapešťské arcidiecéze. Je největším kostelem Maďarska a patří mezi největší kostely Evropy, z celosvětového hlediska je na 18. místě.

## Dějiny

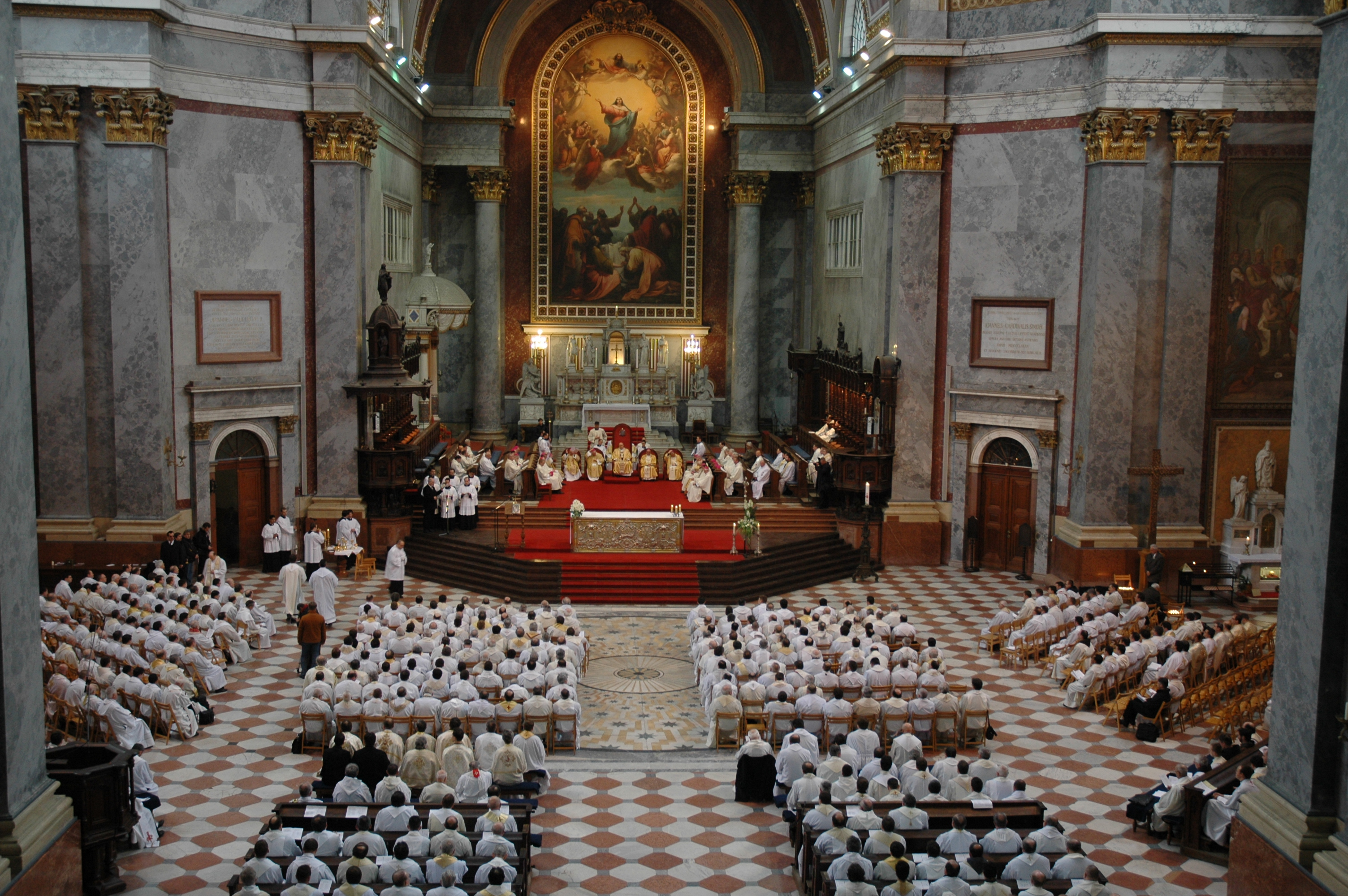
Interiér katedrály

Doba vzniku dnešní katedrály sahá do roku 1001 s podtitulem caput, mater et magistra ecclesiarum hungariae („Hlava, matka a učitelka uherské církve“). Původní bazilika byla zničena během tureckých válek v roce 1543. Po vytěsnění osmanských vojsk několik ostřihomských arcibiskupů plánovalo výstavbu nové katedrály, nicméně výstavbu zahájil až Alexander Rudnay v roce 1822. Architektem impozantní budovy byl Pál Kühnel a János Packh a v roce 1838 práce převzal architekt József Hild. Stavba byla dokončena za úřadování arcibiskupa Jana Scitovského a slavnostní vysvěcení se konalo 31. srpna 1856. Samotná výstavba byla dokončena až v roce 1869. 
Katedrála je zasvěcena Nanebevzetí Panny Marie a svatému Vojtěchovi, biskupovi pražskému.